# 篠田悌二郎
篠田 悌二郎（しのだ ていじろう、1899年（明治32年）7月27日 - 1986年（昭和61年）4月21日）は日本の俳人。本名は篠田悌次郎。

## 略歴
東京市小石川区（現在の文京区）生まれ。本名の悌次郎とは篠田家とかかわりが深かった会津藩の儒学者、秋月悌次郎に肖り、名付けられた名前である。号は悌二郎であるが、別号としてていじろ、春蝉(しゅんせん)、桔梗亭がある。
大正13年（1924年）から三越に勤務する傍ら、水原秋桜子に師事した。秋桜子が『ホトトギス』を脱会した際にも彼に付いていき、『馬酔木』の前身である『破魔弓』に投句を行い、右に出る者はいないと言われるほど高い評価を浴びた。その『馬酔木』には昭和37年（1962年）の脱会まで長い間籍を置くことになる。
また、1936年には『軽鴨』を創刊し主宰となり、更に1946年には『野火』を創刊、主宰となり、氏の活動の拠点となっていった。
1986年4月21日、没。享年86。

## 作風
抒情的な句を追求したことで知られ、それは俳誌『野火』の傾向にも表れているほか、『馬酔木』においても抒情的な句を作らせたら右に出る者はいないと評価を浴びた。初期は若々しくも甘美な句が多かったが、後になって句に深みを帯び、透明感のある句が多数生み出された。日常的な自然や風景を謳った句が多いが、ユニークな視点で捉えた、人生を詠った句も特徴である。

## 作品
- 海照ると芽ふきたらずや雑木山
- 春蝉や多摩の横山ふかからず
- 蘆刈のしたゝり落つる日を負へる
- 鮎釣や野ばらは花の散りやすく
- 灯を取りに来しはたはたの涼しさよ
- 花とほくひとつの声の蛙澄む
- 草踏めばあをきがとべり青かへる
- 静かなる月夜も落葉屋根をうつ

### 句集
- 『四季薔薇』
- 『青霧』
- 『霜天』
- 『深海魚』
- 『玄鳥』

など